# Josh O’Connor

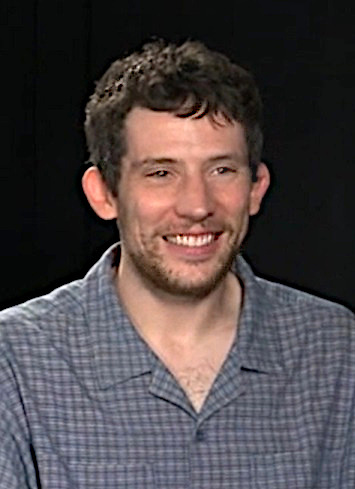
Josh O’Connor im Jahr 2024

Josh O’Connor (* 20. Mai 1990 in Cheltenham) ist ein britischer Filmschauspieler.

## Leben
Josh O’Connor wurde 1990 in dem englischen Badeort Cheltenham geboren. An der Bristol Old Vic Theatre School nahm er Schauspielunterricht. Diese Ausbildung schloss er 2011 ab. Sein Debüt als Schauspieler gab er 2012 in einer Folge der Fernsehserie Lewis – Der Oxford Krimi. Im selben Jahr erhielt er eine kleine Rolle im Film The Eschatrilogy: Book of the Dead.
2015 spielte O’Connor in Stephen Frears’ Doping-Drama um Lance Armstrong, The Program – Um jeden Preis, den Sportler Rich. Im Film Florence Foster Jenkins aus dem Jahr 2016 übernahm O’Connor die Rolle von Donaghy.
Im Film God’s Own Country von Francis Lee, der im Januar 2017 beim Sundance Film Festival seine Uraufführung und im Februar 2017 in der Panorama-Sektion der Berlinale seine Deutschlandpremiere feierte, übernahm O’Connor die Hauptrolle des homosexuellen Schafzüchters Johnny Saxby. Weil Lee seinen Film so authentisch wie möglich gestalten wollte, verrichtete O’Connor in Vorbereitung auf seine Rolle wochenlang körperliche Arbeit auf verschiedenen Bauernhöfen. Diese Arbeiten umfassten die Ablammung bis hin zum Trockenmauern. Die neue Arbeit sollte für ihn zu seiner zweiten Natur werden, und O’Connor blieb auch nach Ende der Dreharbeiten noch mit einem der Bauern in Kontakt. Von 2016 bis 2019 spielte er in der TV-Serie Die Durrells auf Korfu die Rolle des Schriftstellers Lawrence Durrell.
Ab der dritten Staffel der Fernsehserie The Crown spielte O’Connor Prinz Charles. Für seine Leistung wurden er und Serienpartnerin Emma Corrin mit dem Golden Globe Award ausgezeichnet. Im gleichen Jahr wurde O’Connor bei der Emmy-Verleihung hierfür als bester Schauspieler ausgezeichnet.
Im Jahr 2023 wurde O’Connor für seine Hauptrolle in Alice Rohrwachers Spielfilm La chimera für den Europäischen Filmpreis nominiert. Zwei Jahre später übernahm er Hauptrollen in den Historiendramen The Mastermind von Kelly Reichardt und The History of Sound von Oliver Hermanus, die beide 2025 in den Hauptwettbewerb des 78. Filmfestivals von Cannes aufgenommen wurden.

## Filmografie (Auswahl)
- 2012: The Magnificent Eleven

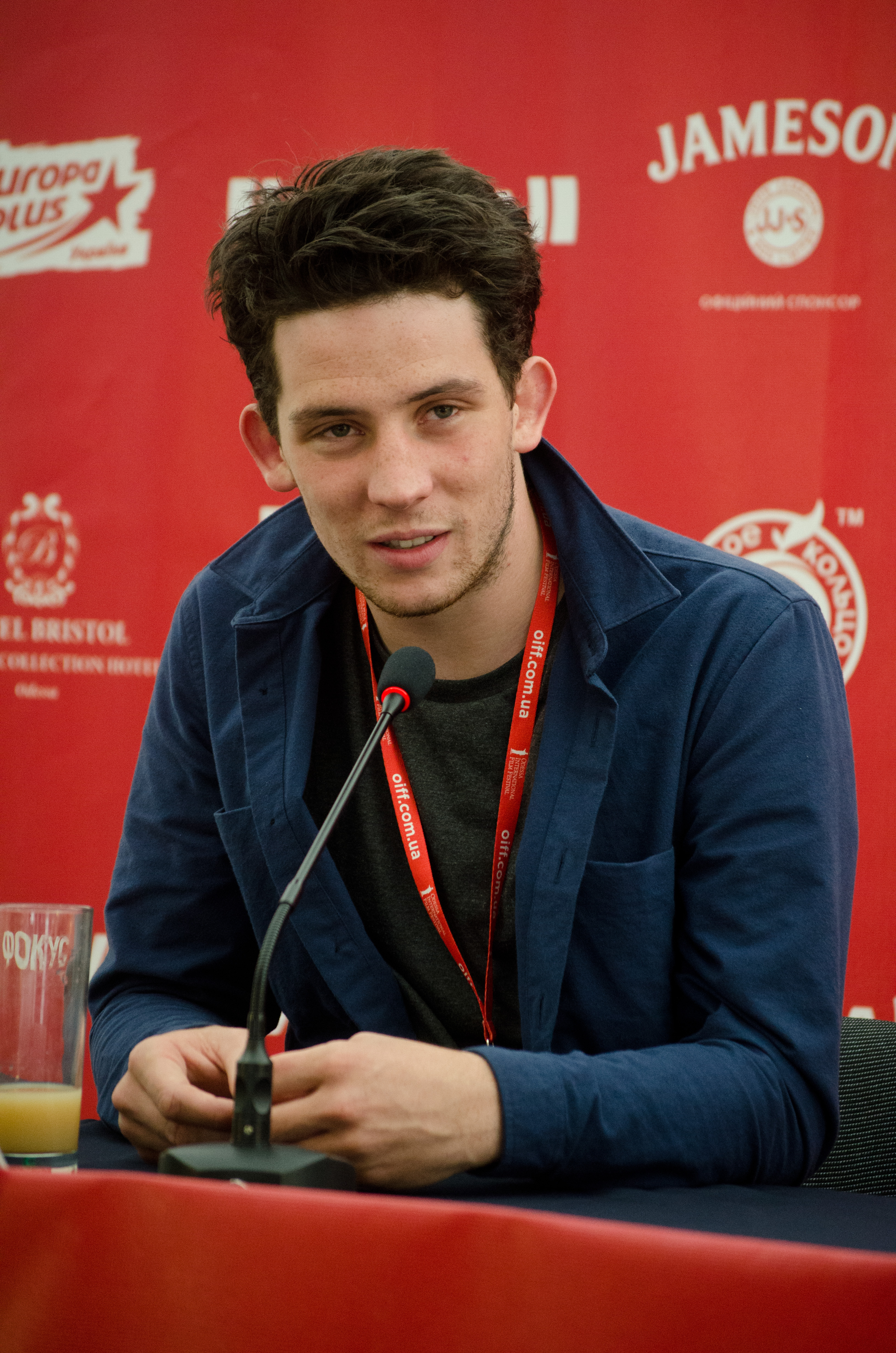
Josh O’Connor (2015)

- 2014: Das Liebesversteck (Hide and Seek)
- 2014: The Riot Club
- 2014: Peaky Blinders – Gangs of Birmingham (Peaky Blinders, Fernsehserie, 3 Folgen)
- 2014: Ripper Street (Fernsehserie, 8 Folgen)
- 2015: The Program – Um jeden Preis (The Program)
- 2016: Florence Foster Jenkins
- 2016–2019: Die Durrells auf Korfu (The Durrells, Fernsehserie, 26 Folgen)
- 2017: God’s Own Country
- 2018: Only You
- 2019: Les Misérables (Fernsehserie, 5 Folgen)
- 2019: Wer wir sind und wer wir waren (Hope Gap)
- 2019–2020: The Crown (Fernsehserie, 13 Folgen)
- 2020: Emma
- 2021: Romeo & Juliet
- 2021: Ein Festtag (Mothering Sunday)
- 2022: Aisha
- 2023: La chimera
- 2023: Die Fotografin (Lee)
- 2023: Bonus Track (auch Autor)
- 2024: Challengers – Rivalen (Challengers)
- 2025: Rebuilding
- 2025: The History of Sound
- 2025: The Mastermind

## Auszeichnungen
British Academy Film Award
- 2018: Nominierung für den EE Rising Star Award

British Academy Television Award
- 2020: Nominierung als Bester Nebendarsteller (The Crown)[8]

British Academy of Film and Television Arts Award
- 2021: Nominierung als Bester Hauptdarsteller (The Crown)[9]

British Independent Film Award
- 2017: Auszeichnung als Bester Hauptdarsteller (God’s Own Country)[10]
- 2019: Auszeichnung als Bester Hauptdarsteller (Only You)[11]

Critics’ Choice Television Award
- 2021: Nominierung als Bester Hauptdarsteller – Drama (The Crown)

Emmy
- 2021: Auszeichnung als Bester Hauptdarsteller – Dramaserie (The Crown)

Europäischer Filmpreis
- 2023: Nominierung als Bester Darsteller (La chimera)

Evening Standard British Film Award
- 2018: Nominierung in der Kategorie Breakthrough of the Year (God’s Own Country)[12]

Golden Globe Award
- 2021: Auszeichnung als Bester Serien-Hauptdarsteller – Drama (The Crown)

Internationales Filmfestival von Stockholm
- 2017: Auszeichnung als Bester Schauspieler (God’s Own Country)[13]

Irish Film & Television Award
- 2023: Nominierung als Bester internationaler Schauspieler (Aisha)[14]

Screen Actors Guild Award
- 2021: Nominierung als Bester Darsteller in einer Dramaserie (The Crown)[15]